# Madame du Barry
Jeanne Bécu ou Jeanne Gomard de Vaubernier,  também referida, raramente, como Mademoiselle Lange e, após o casamento, por seu título  Madame la Comtesse du Barry (Vaucouleurs, 19 de agosto de 1743 – Paris, 8 de dezembro de 1793), foi uma cortesã francesa. De origem humilde, foi "uma prostituta de luxo no círculo do poder real"  e, depois da morte da rainha Maria Leszczyńska, tornou-se amante do rei Luís XV, de 1768 a 1774, sucedendo à maîtresse-en-titre Madame de Pompadour, o que a alçou à nobreza e lhe proporcionou os meios para se tornar uma das principais mecenas de sua época. 
Morreu na guilhotina durante o período do Terror da Revolução Francesa, aos cinquenta anos de idade.

## Juventude
Jeanne Bécu nasceu em Vaucouleurs, na Lorena, filha ilegítima de Anne Bécu — cozinheira ou costureira e de pai desconhecido, provavelmente um frade do convento de Picpus, em Paris, de nome Jean-Baptiste Gomard de Vaubernier.
Graças a um amante de sua mãe, Nicolas Rançon, a pequena Jeanne pôde ser educada num convento, onde recebeu uma educação muito superior à que poderia esperar, em função de sua condição social humilde.
Aos 15 anos de idade abandona o convento, e usando o nome de Jeanne Rançon, ganha a vida em diversas actividades, desde aprendiz de cabeleireira a camareira de uma família de posses, passando por empregada de balcão de uma conhecida e elegante loja, La Toilette. Pôde assim observar — e absorver — o mundo das mais altas esferas da sociedade parisiense.
Em 1763, a sua notória beleza chama a atenção de Jean-Baptiste du Barry, libertino confesso. Torna-se sua amante e instala-se na casa deste em Paris, onde acorriam muitas personagens ligadas à música e às artes. De facto, o conde era um grande apreciador de música e, sobretudo, de pintura, tendo Jeanne obtido muitos dos seus conhecimentos.

## As mulheres de Luís XV

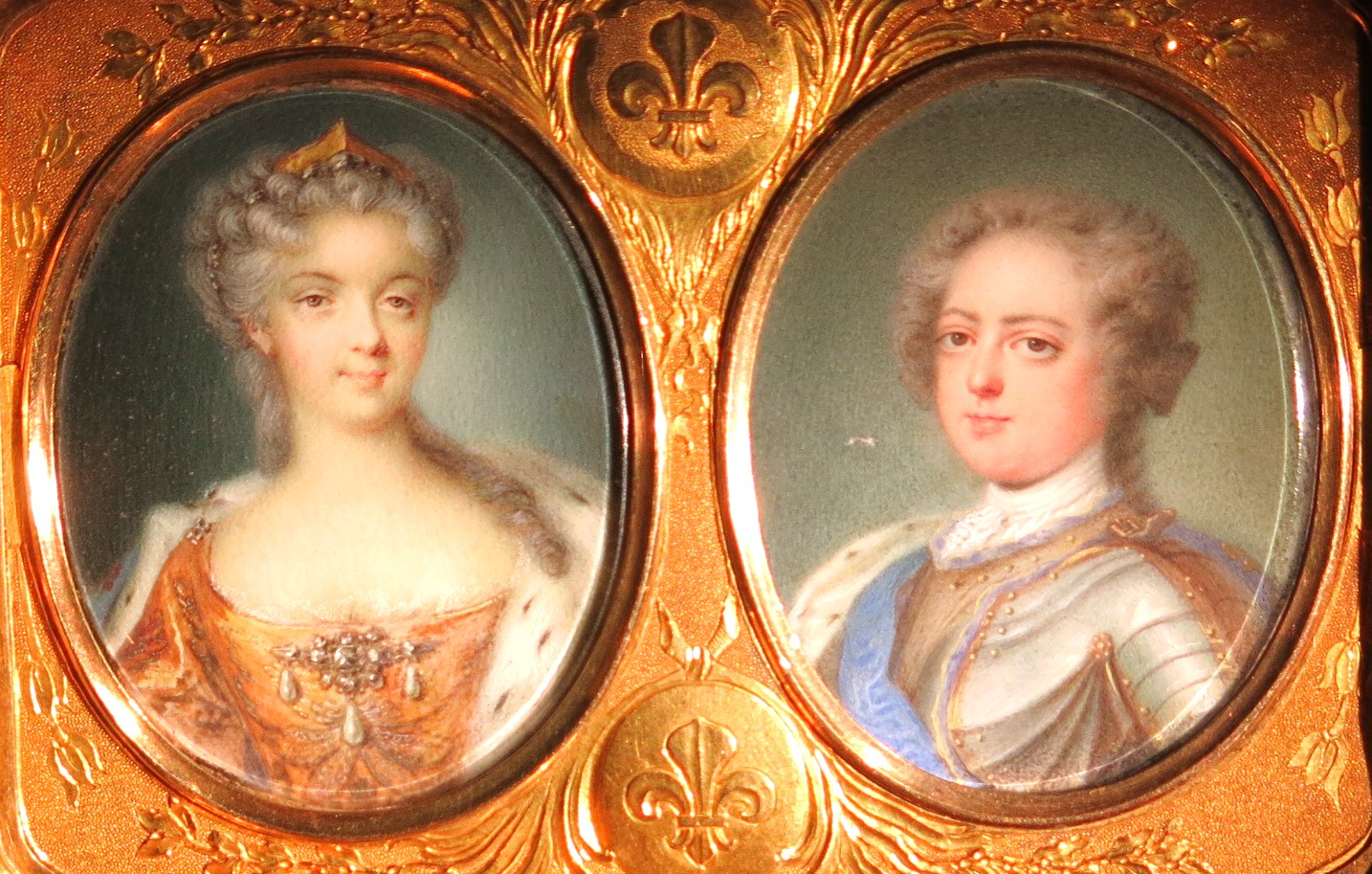
O casal real, Maria Leszczyńska e Luís XV

Luís, que era conhecido como "O Bem Amado" (le Bien-aimé), teve uma infância bastante triste, marcada por ter assumido o trono aos cinco anos de idade e pela morte da mãe; o rei teria, então, ao longo de sua vida uma índole triste e uma relação complicada com as mulheres, carente sempre da presença feminina e vindo a erigir a infidelidade num sistema público e privado.
Casou-se aos quinze anos com a polonesa Maria Leszczyńska, com quem viveu feliz por uma década; entre 1727 e 1737 tiveram juntos nove filhos. Como o corpo da rainha se deforma em virtude das sucessivas gravidezes, o rei se distancia dela. Por isso, ela adota uma vida mais reclusa, deixando ao marido o caminho livre para aventuras.
Na sociedade do século XVIII "o corpo e a sexualidade são colocados a serviço do poder, com acúmulo de privilégios, pensões, títulos e riquezas", e o maior exemplo disso são as cinco irmãs de Nesle, das quais quatro foram amantes do rei, com destaque a Pauline Félicité: oriundas da chamada "nobreza de espada", eram de uma das famílias mais antigas da nobreza do país, entretanto empobrecida; elas consideram que o papel de amante real é privilégio de nobreza e, assim, desenvolvem as estratégias para se sucederem na predileção do monarca.
Entretanto, o papel de primeira-amante será, por vinte anos, ocupado por Madame de Pompadour; ela e o rei formarão, na visão de Cécile Berly, o "primeiro casal verdadeiramente político da história" e ela influenciará muitas das decisões politicas, recebendo em troca todas as críticas e descontentamento numa época em que era inconcebível criticar o soberano. Pompadour também controla a vida sexual do rei, escolhendo as "pequenas amantes" com quem ele se diverte — jovens treinadas e educadas, levadas ao entretenimento real. Com sua morte em 1764 esse sistema de favoritas e pequenas amantes tem fim e Luís passa a ter apenas aventuras noturnas.
Foi somente após a morte da rainha Maria Leszczyńska que surge na Corte a figura de Madame du Barry; ela permanecerá por cinco anos alheia aos fatos políticos, deles desinteressada, até finalmente mudar essa situação e vir a um dia terminar de forma trágica sua trajetória.

## A vida na corte
Por François-Hubert Drouais, 1769

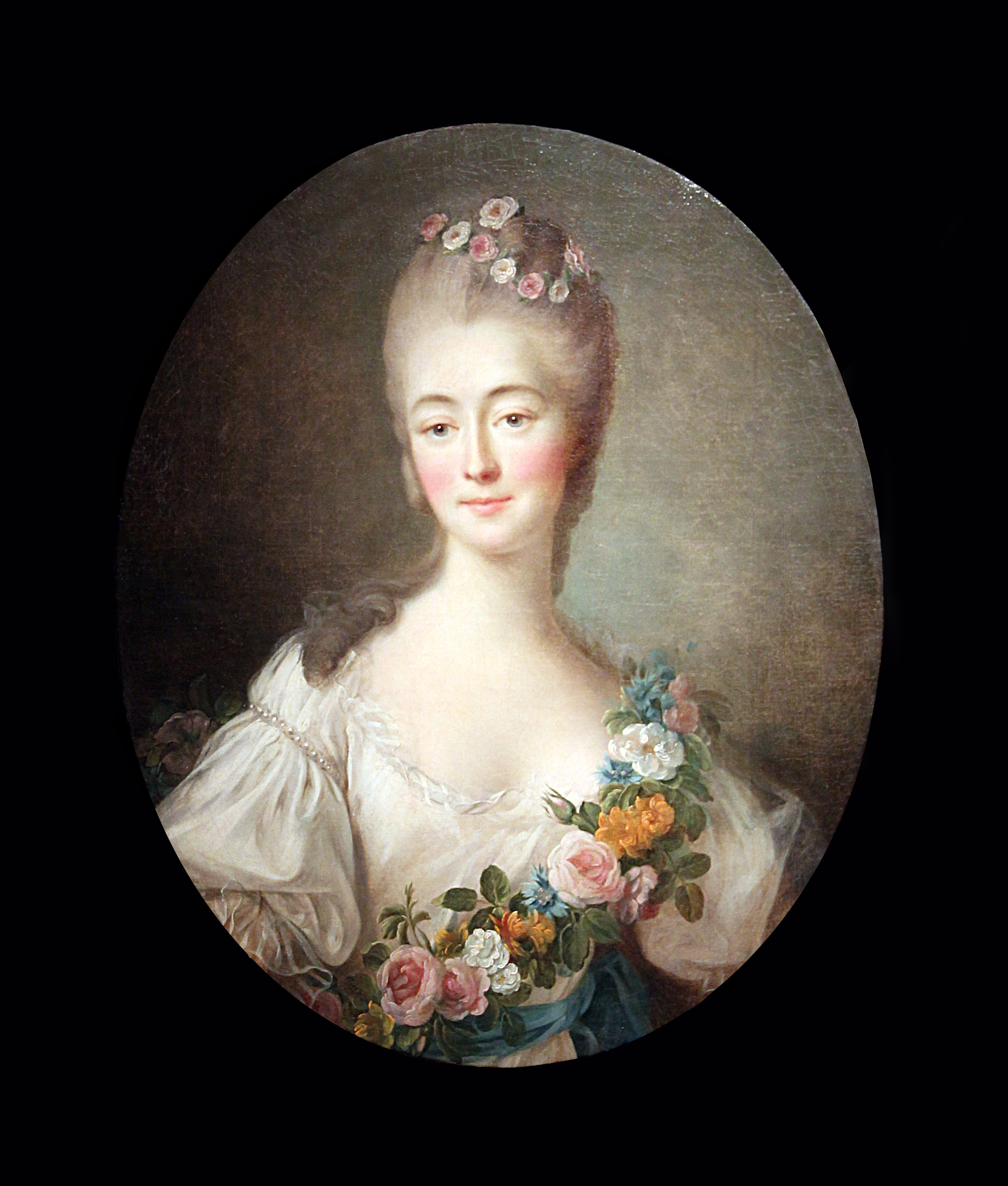
Condessa du BarryPor François-Hubert Drouais, 1769

Entretanto, Jean du Barry alimentava outros projectos para Jeanne: instado pelo marechal Richelieu, irá usar os bons ofícios da encantadora jovem para que Luís XV demita o Duque de Choiseul, ministro dos Negócios Estrangeiros. É assim que, aos 19 anos, Jeanne Bécu é apresentada ao rei, então com 58 anos, que de imediato se apaixonou. Porém, para fazer dela sua amante oficial, era indispensável conceder-lhe um título nobiliárquico. O casamento de conveniência com o irmão de Jean du Barry, o conde Guillaume du Barry, permitiu-lhe usar com toda a licitude o título de Madame du Barry, o qual já antes indevidamente usava. Assim, em 1769, a Condessa du Barry, amante oficial do rei, foi apresentada à corte com a devida pompa e o incontestável escândalo.
Este episódio foi evocado por Madame Campan, camareira-mor de Maria Antonieta, nas suas memórias: «Mesdames [as irmãs] faziam uma vida muito distante do rei, que vivia sozinho desde a morte de Madame de Pompadour. Os inimigos do Duque de Choiseul não sabiam [...] como preparar e precipitar a queda do homem que se lhes atravessava no caminho. As mulheres com quem o rei se relacionava eram de tão baixa extracção que nenhuma seria capaz de urdir intrigas que exigissem grande subtileza. [...] Havia que arranjar ao rei uma amante capaz de criar um círculo à sua volta e de, na intimidade da alcova, minar a sólida e duradoura relação entre o rei e o seu ministro. De facto, a Condessa do Barry provinha de uma classe social inferior. A sua origem e educação, o seu estilo de vida, tudo nela transpirava vulgaridade e despudor. Ao casá-la com um homem cuja linhagem recuava até 1400, julgaram que poderiam evitar o escândalo».
Sem ter a influência política tão notória quanto a de sua antecessora, Madame de Pompadour, a Condessa du Barry acabou por conseguir a demissão de Choiseul, o qual, através do casamento do futuro Luís XVI com Maria Antonieta, firmara a união dos Bourbons com os Habsburgos da Casa da Áustria. Tal não fez mais que exacerbar o ódio que lhe votava a arquiduquesa austríaca, já à partida indisposta contra "a du Barry" e todo o seu passado.
A situação torna-se insustentável quando Maria Antonieta se recusa dirigir a palavra à maîtresse do rei, pois, de acordo com a inelutável etiqueta da corte de Versalhes esta não podia ser a primeira a entabular conversação com a Delfina. Pressionada por um agastado Luís XV, Maria Antonieta acaba por condescender em pronunciar uma memorável frase, de tão vazia de conteúdo e tão plena de significado: "Hoje está tanta gente em Versalhes". Quanto bastou, porém, para deixar todos satisfeitos.

## Apoio às artes
Por Élisabeth Vigée-Le Brun, 1781

Madame du BarryPor Élisabeth Vigée-Le Brun, 1781

Durante os anos em que desfrutou do favor real, protegeu muitos intelectuais e artistas, entre os quais François-Hubert Drouais (cujos retratos de Madame du Barry são bem conhecidos), Augustin Pajou, Van Loo, Etienne Falconet e Lemoyne. Grande amiga de Voltaire, incumbe-o de concluir o restauro do castelo de Louveciennes, oferta com que Luís XV a agracia em 1769. Para a decoração do palácio, encomenda a Fragonard quatro painéis dedicados ao Amor, uma obra estilo rococó: O Encontro, A Perseguição, A Recordação e A Coroação, que, de resto, pouco tempo aí ficaram, tendo sido retirados por não se enquadrarem no estilo do palácio.
Apesar do seu apoio às artes e de um sincero esforço para se tornar agradável a todos, acabou contudo por tornar-se impopular, devido aos dons e benesses com que o rei a cumulava: uma renda principesca, joias sem preço e propriedades suntuosas. Para isto também não foram alheias certas atitudes levianas e inconvenientes, desrespeitosas para a dignidade do soberano. Veja-se um episódio relatado por Madame Campan: Um belo dia Madame du Barry teve o capricho de assistir a uma sessão do Conselho de Estado. Luís XV, cuja fraqueza de carácter se acentuara com a idade, acede. Durante a reunião, «ficou ridiculamente pendurada nos braços da cadeira do rei, fazendo todo o tipo de criancices e macacadas.

## A queda

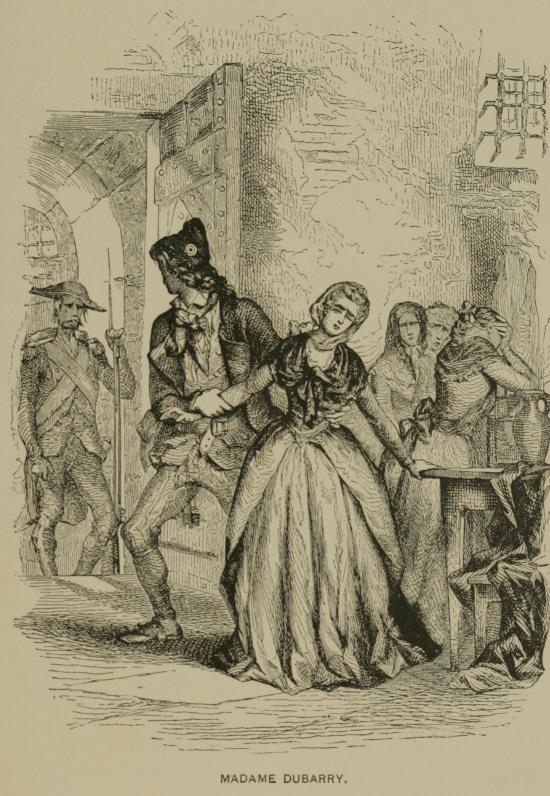
Encarceramente de Du Barry
Ilustração de Tighe Hopkins em "The Dungeons of Old Paris", 1897

Ao ver aproximar-se a morte, em 1774, Luís XV bane Madame du Barry da corte, pois a sua ligação pecaminosa aos olhos da Igreja impedi-lo-ia de conseguir a absolvição. Confinada durante alguns meses à abadia de Pont-aux-Dames, instala-se depois na sua propriedade favorita, o magnífico Château de Louveciennes. Aí, rodeia-se de uma corte íntima de amigos e admiradores, entre os quais Henry Seymour e o Duque de Brissac, que viriam a ser seus amantes.
Em 1789, eclodiu a Revolução Francesa e, durante as convulsões que agitaram o país, Madame du Barry não hesitou em cuidar igualmente de republicanos e monárquicos, pelo que recebeu uma carta de gratidão da sua velha inimiga Maria Antonieta. Suspeita aos olhos dos republicanos pelo seu passado, manifesta-se partidária das mudanças políticas. Sincera ou não, o facto é que ninguém a incomodou.
Em 1791, parte de sua valiosíssima coleção de joias, guardada em Louveciennes, foi roubada. Talvez sem se aperceber do perigo em que incorre, move mundos e fundos para as recuperar, ordena a abertura de um inquérito, promete generosas recompensas, fazendo assim alarde da sua imensa fortuna. Finalmente, as joias aparecem em Londres, para onde empreende diversas viagens. Ora esta cidade era um dos locais de refúgio dos “contra-revolucionários” e, na sua busca de informações, entra em contacto com alguns dos expatriados. Em Janeiro de 1793, encontrando-se um Londres, ao receber a notícia da execução de Luís XVI, veste-se de luto, o que não passa despercebido aos espiões franceses. Todas as suas acções, todas as suas relações são agora consideradas suspeitas, e a sua fortuna, a sua antiga condição de maîtresse du roi, o facto de o seu amante, o Duque de Brissac, ter sido brutalmente assassinado nos Massacres de Setembro de 1792, enfim, tudo joga em seu desfavor tornando-a um alvo de eleição para os revolucionários.
Estando na segurança em Londres, onde fora bem recebida pela aristocracia local, por motivos ignorados decide retornar à França a despeito dos muitos avisos sobre o perigo de tal empresa; ao voltar em 1793, é levada ao cárcere ficando na mesma cela em que fora aprisionada antes Grace Elliott.
Acusada de conspirar contra o novo regime e, após um longo processo — cuja sentença estava decidida à partida — foi declarada inimiga da revolução e condenada à pena de morte.
No dia 8 de dezembro de 1793, aos 50 anos de idade, Madame du Barry foi guilhotinada. Do episódio conta-se que, já sendo praticamente desconhecida, fora levada ao cadafalso, junto a outros condenados, com a turba a gritar atrás "morte a Du Barry"; ao ver passar o cortejo uma criança perguntara à mãe quem seria essa "Du Barry" da qual nunca ouvira falar e a mãe, ignorando o passado devasso da condenada, respondera-lhe: "É uma religiosa, é uma abadessa...".
O seu comportamento no cadafalso indiciou um carácter fraco e pusilânime. Chegou ao ponto de denunciar várias pessoas, condenando-as assim a uma sorte igual à sua, e tentou comprar o carrasco revelando-lhe os locais onde estavam escondidas as joias que ainda lhe restavam. As suas últimas e pouco dignas palavras foram: "Encore un moment, monsieur le bourreau, un petit moment!" — Espere um momento, senhor carrasco, só mais um momentinho!, em livre tradução.

## Representações artísticas

### Cinema

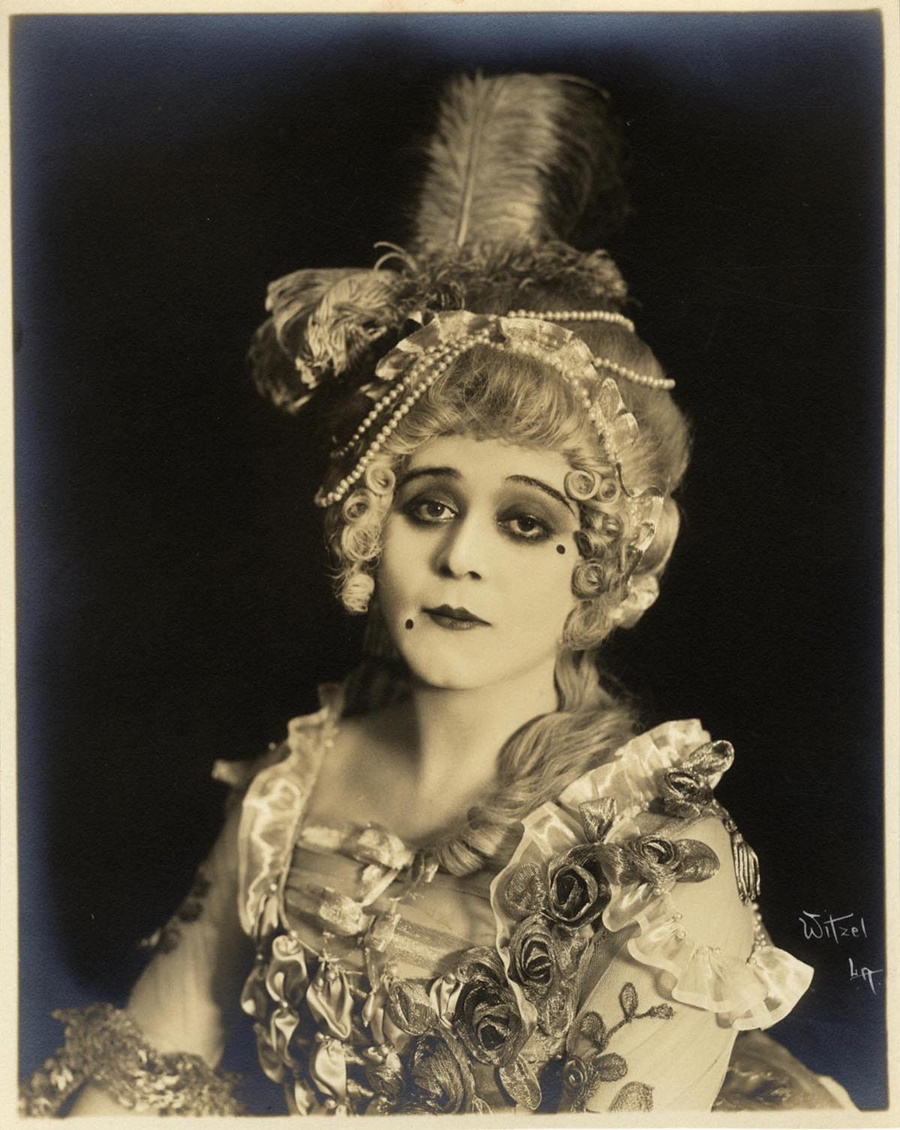
Theda Bara em Madame Du Barry (1917)

- Madame Du Barry (EUA, 1917) filme mudo dirigido por J. Gordon Edwards.
- Madame du Barry (Alemanha, 1919) filme mudo dirigido por Ernst Lubitsch.[6]
- Jeanne du Barry (França, 2023) filme escrito, dirigido e produzido por Maïwenn.